# Dysphania quadriplagiata
Dysphania quadriplagiata är en fjärilsart som beskrevs av Max Joseph Bastelberger 1911. Dysphania quadriplagiata ingår i släktet Dysphania och familjen mätare. Inga underarter finns listade i Catalogue of Life.